# Pteromalus vitula
Pteromalus vitula är en stekelart som beskrevs av Walker 1843. Pteromalus vitula ingår i släktet Pteromalus och familjen puppglanssteklar. Inga underarter finns listade i Catalogue of Life.